# Łódzka „ośmiornica”
Łódzka „ośmiornica” (grupa łódzka) – zorganizowana grupa przestępcza wykryta przez organy ścigania w czerwcu 1999 roku w Łodzi.

## Historia
Grupa powstała na bazie struktur przestępczych istniejących od 1993, a założonych przez Ireneusza Jasionowicza ps. „Gruby Irek”. Był on w Łodzi uważany za specjalistę od ściągania haraczy – przede wszystkim z lokali gastronomicznych czy rozrywkowych i drobnych złodziei. Obok niego na samej górze przestępczego półświatka Łodzi znajdowali się Tadeusz M. ps. „Tato”, Andrzej M. ps. „Materac”  ps. „Mikser” oraz Mariusz K. Rolę „kapitana” (czyli gangstera znajdującego się w hierarchii tuż pod „zarządem” grupy) pełnił zaś Krzysztof J. ps. „Jędrzej”. Ireneusz Jesionowicz na zlecenie innych członków łódzkiej ośmiornicy został zastrzelony w wigilię Bożego Narodzenia 1997 w Zgierzu koło Łodzi. Zabójcą był Ukrainiec o pseudonimie "Pasza", były członek specnazu. Oddał dwa strzały z karabinu snajperskiego, z czego jeden trafił "Grubego Irka" w głowę. Kierownictwo w grupie przejęli Tadeusz M., ps. Tato vel Materac i Mariusz K. Związek przestępczy wyłudzał od firm towary na tzw. odroczony termin płatności i dokonywał oszustw podatkowych przy produkcji niskiej jakości wina, a także zabójstw, rozbojów i uprowadzeń dla okupu.
Prawą ręką szefów byli Krzysztof Jędrzejczak, ps. „Jędrzej ” oraz Wojciech S.  Zostali oni oskarżeni m.in. o współudział w zabójstwie Ireneusza Jesionowicza ps. „Gruby Irek” oraz zlecenie zabójstwa Nikodema Skotarczaka ps. Nikoś – domniemanego szefa trójmiejskiego świata przestępczego. Grupie zarzuca się również uprowadzenia biznesmenów z Opoczna, Tomaszowa Mazowieckiego i Konstantynowa Łódzkiego.
W ramach winiarskiej działalności członkowie gangu wykorzystywali lukę w prawie, unikając w ten sposób płacenia podatku akcyzowego i VAT. W latach 1997–1999 kilkadziesiąt firm winiarskich uszczupliło podatek akcyzowy i VAT w łącznej wysokości ponad 60 mln zł; sądy skazały za to kilkadziesiąt osób. W sumie w różnych wątkach łódzkiej ośmiornicy oskarżonych zostało ponad 200 osób. Wśród nich są gangsterzy, ale także m.in. biznesmeni, księgowi, były urzędnik ministerstwa rolnictwa, byli urzędnicy skarbowi, funkcjonariusze służby więziennej, lekarze i brokerzy ubezpieczeniowi. W marcu 2003 r. mec. Piotr Paduszyński, pełnomocnik oszukanej przez łódzką ośmiornicę spółki Butbędzin, udowodnił, że członkowie mafii ukryli uzyskane z przestępstwa pieniądze, przekazując je swoim żonom bądź konkubinom.
W czerwcu 2006 Sąd Okręgowy w Łodzi skazał 15 oskarżonych na kary od roku do dożywotniego pozbawienia wolności. Najwyższą karę sąd wymierzył byłemu mistrzowi świata juniorów w strzelectwie Robertowi R., oskarżonemu o zabójstwo i usiłowanie zabójstwa gangsterów na zlecenie grupy. Na kary 25 lat pozbawienia wolności skazani zostali trzej gangsterzy: szef grupy Marek W., Sławomir W. i Krzysztof B., oskarżeni m.in. o zabójstwa lub zlecanie zabójstw. Czterech innych oskarżonych sąd skazał na 15 lat, a pozostałych na kary od roku do 10 lat.